# Jump New World Manga Award
Le Jump New World Manga Award (JUMP新世界漫画賞, Jump shin sekai manga shō)  désigne une récompense mensuelle au Japon à un shōnen manga en privilégiant les jeunes mangakas. 

## Histoire
Le prix existe depuis avril 2017 pour succéder au Jump Treasure Rookie Manga Award (ja) et est décerné par la rédaction du Weekly Shōnen Jump de l'éditeur Shūeisha. Il fait partie des trois prix Shōnen Jump Award avec le Prix Tezuka et le Prix Akatsuka.
Chaque mois un mangaka publié dans le Weekly Shōnen Jump comme Kōhei Horikoshi ou encore Haruichi Furudate sont sollicités pour être membre du jury. L'acquisition de ce prix jeune talent est une étape essentielle dans la carrière d'un mangaka au Japon. Les lauréats voient ensuite leur one-shot publié sur papier dans le Shōnen Jump GIGA ou bien en ligne sur Shōnen Jump+. 

## Catégories
Les catégories du prix sont :
- Grand Prix (入選?) : meilleur jeune mangaka, récompensé par 1 000 000  de yens.
- Prix de la deuxième place (準入選?) : second meilleur jeune mangaka, récompensé par 500 000  de yens.
- Prix de la mention honorable (佳作?) : meilleur espoir, récompensé par 300 000  de yens.
- Prix d'encouragement "candidat finaliste" (最終候補?) récompensée par 50 000 de yens.